# Região Geográfica Intermediária de Juazeiro do Norte
A Região Geográfica Intermediária de Juazeiro do Norte é uma das seis regiões intermediárias do estado brasileiro do Ceará e uma das 134 regiões intermediárias do Brasil, criadas pelo Instituto Brasileiro de Geografia e Estatística (IBGE) em 2017. É composta por 30 municípios, distribuídos em duas regiões geográficas imediatas.
Sua população total estimada pelo Instituto Brasileiro de Geografia e Estatística (IBGE) para 1º de julho de 2018 é de 1 038 493 habitantes, distribuídos em uma área total de 19 824,724 km².
Juazeiro do Norte é o município mais populoso da região intermediária, com 274,207 habitantes, de acordo com estimativas de 2019 do Instituto Brasileiro de Geografia e Estatística (IBGE).

## Regiões geográficas imediatas
| Região geográfica imediata | Municípios | População Estimativa 2018 | Área (km²) |
| -------------------------- | --- | ------------------------- | ---------- |
| Juazeiro do Norte          | Aiuaba Altaneira Antonina do Norte Araripe Assaré Aurora Barbalha Campos Sales Caririaçu Crato Farias Brito Granjeiro Jardim Juazeiro do Norte Lavras da Mangabeira Missão Velha Nova Olinda Potengi Salitre Santana do Cariri Tarrafas Várzea Alegre | 847 849                   | 15 894,054 |
| Brejo Santo                | Abaiara Barro Brejo Santo Jati Mauriti Milagres Penaforte Porteiras | 190 644                   | 3 930,670  |
| Total                      | 30 | 1 038 493                 | 19 824,724 |